# Werthenstein
Werthenstein es una comuna suiza del cantón de Lucerna, situada en el distrito de Entlebuch. Limita al norte con las comunas de Wolhusen y Ruswil, al este con Malters y Schwarzenberg, al sur con Entlebuch, y al oeste de nuevo con Wolhusen.